# 킵루츠
킵루츠(Keeproots, 본명: 이근수, 1979년 2월 8일 ~ )는 대한민국의 작곡가, 앨범 프로듀서 및 가수이다. 2004년에 1집 《Keepin' The Roots》로 데뷔하였다. 과거 Da Crew가 주축으로 있었던 가라사대라는 레이블의 일원이었으며, 2012년에는 한국 힙합 1세대들이 주축으로 모여 결성한 크루인 불한당의 창립 멤버로 들어갔고, 2015년에는 Fascinating(MC 성천), DJ Skip과 LK2Muzic이라는 레이블을 설립하기도 하였으며, 현재는 MELODESIGN (황금두현 & 서정진), Fascinating과 함께 NEWold라는 프로듀싱 팀을 꾸려 활동 중이며, 아울러 서울호서예술실용전문학교의 뮤직 프로덕션 계열 쪽에 교수로 출강 중이기도 하다.
또한 유튜브 채널을 개설하였으며, 매달 한 곡씩 비트테잎을 공개중이었으나 현재는 중단된 상태다. 2020년 8월 7일에는 1998년 부산광역시의 최초의 힙합 거리 공연 이름을 본따서 만들고 그의 오랜 음악적 동료인 가리온과 의기 투합, KT&G 상상 유니브 부산과 부산광역시의 흑인 음악 레이블 Veetwinmusic이 지원하여 2000년도 초반에 설립된 부산대학교와 동아대학교 각각 두 개의 흑인음악 동아리 회원들이 지원사격으로 나선 부산광역시 최초의 대형 힙합 컴필레이션 음원 프로젝트인 [JAM ON STRRET]을 발매, 그 첫 신호탄을 쏘아올렸다. 현재는 힙합보다는 대중음악 쪽 작업을 많이 하고 있는 추세다. 또한 2023년부터는 R&B 싱어송라이터인 GB Soul, 프로듀서 최정민(a.k.a J-Track)과 FRANKIDZ라는 프로듀싱 팀을 새로이 결성, <Snap Beatz>라는 음악 모음집을 통해 주기적으로 비트를 공개하는 프로젝트를 진행중이다.

## 앨범 활동

### 솔로
- 1집 《Keepin' The Roots》 (2004.03.19)

### 아이콘 (ICON)
- 1집 《ICONtact》 (2009.11.12)

### 합작 앨범
- 《JAM ON STREET Vol.1》 (with 가리온) (2020.08.07)

### 참여 앨범
- 영턱스클럽 5집 《From Dawning To Now》 (2000.5.24) 작곡
- 가리온 1집 《Garion》 (2004.01.09) 작곡
- 트레스패스 1집 《옆집형들이 들려준 노래》 (2004.04.16) 작곡
- 피타입 1집 《Heavy Bass》 (2004.05.31) 프로듀싱, 작곡
- UMC/UW 1집 《XSLP》(2005.03.05) 작곡
- 조PD 《조PD Presents Brooklyn Mixtape Vol.1》 (2005.09.23) 작곡
- 대팔 EP 《나를 비워》 (2005.12.09) 작곡
- P&Q 1집 《Supremacy》 (2006.07.24) 작곡
- 엔젤 1집 《My Name Is ENJEL》 (2007.02.27) 작곡
- 소울맨 앤 마이노스 1집 《Coffee Calls For A Cigarette》 (2007.03.02) 작곡
- 라이머 1집 《Brand New Rhymer》(2007.04.25) 작곡
- 은지원 싱글 《사랑 死랑 思랑》 (2007.10.30) 작곡
- 더 노트 1집 《Make A Mental Note》 (2007.12.27) 작곡
- 마이노스 《Ugly Talkin'》 (2008.02.19) 작곡
- 마이티 마우스 싱글 《사랑해》 (2008.03.03) 작곡
- MC몽 4집 《Show's Just Begun》 (2008.04.17) 작곡
- 은지원 싱글 《G CODE》(2008.11.14) 프로듀싱, 작곡
- THE MUSIUM 《The Musium Project》 (2008.11.21) 작곡
- 피타입 2집 《The Vintage》 (2008.11.24) 작곡
- 스나이퍼 사운드 컴필레이션 《One Nation》 (2009.03.02) 작곡
- 《Blue Brand : 12 Doors》 (2009.04.15) 작곡
- 김준 《F4 스페셜 에디션》 (2009.05.14) 작곡
- MC몽 5집 《Humanimal》 (2009.07.23) 작곡
- 리쌍 6집 《HEXAGONAL》 (2009.10.06) 작곡
- 다이나믹 듀오 5집 《Band of Dynamic Brothers》 (2009.10.07) 작곡
- 은지원 5집 《Platonic》 (2009.12.10) 프로듀싱, 작곡
- 바비 킴 3집 《Heart & Soul》 (2010.04.26) 작곡
- GB Soul 1집 《Breath Of Life》 (2010.06.15) 작곡
- 은지원 디지털 싱글 《You're my V.I.P》 (2010.07.13) 작곡
- 주석 5집 《All Or Nuthin》 (2010.07.14) 작곡
- 이수근 디지털 싱글 《헉 (HUK)》 (2010.10.26) 작곡
- 가리온 2집 《가리온2》 (2010.10.26) 작곡
- 마이티 마우스 2집 《Mighty Fresh》 (2011.01.18) 작곡
- 클로버 EP 《Classic Over》 (2011.03.31) 작곡
- 이루펀트 EP 《여전히 아름답네요》 (2011.05.03) 작곡
- 이루펀트 2집 《Man On The Earth》 (2011.06.09) 작곡
- 디지 《DEEGIE'S IN TRUE MENTAL》 (2011.08.30) 작곡
- 클로버 싱글 《아는 오빠》 (2011.09.29) 작곡
- 커버스톤 《LOVE GENERATION》 (2012.01.19) 작곡
- MC 스나이퍼 6집 《FULL TIME》 (2012.04.13) 작곡
- 이비아 EP 《E.Viagradation Part.1 (Black & Red)》 (2012.04.26) 작곡
- 이루펀트 EP 《APOLLO》 (2012.07.20) 작곡
- 클로버 디지털 싱글 《돼지 국밥》 (2012.08.14) 작곡
- 은지원 디지털 싱글 《아무나》 (2012.12.21) 작곡
- 피타입 디지털 싱글 《다이하드》 (2013.03.22) 작곡
- 리오 케이코아 디지털 싱글 《줄 수 있어》 (2013.05.21) 작곡
- 절충 프로젝트 Vol.03 《불한당들의 진입과 전투》 (2013.06.11) 작곡
- 시진 디지털 싱글 《흐리고 비》 (2013.07.04) 작곡
- 피타입 3집 《RAP》 (2013.07.29) 작곡
- 클로버 디지털 싱글 《주르륵》 (2013.11.18) 작곡
- 빅스 1집 《VooDoo》 (2013.11.25) 작곡
- 몬길러스 게임음악 《Monster》 (2014.01.28) 작곡
- 트로이 디지털 싱글 《그린라이트 (GREEN LIGHT)》 (2014.03.14) 작곡
- 울산 현대 축구단 《우리의 울산》 (2014.04.22) 작곡
- 피타입 디지털 싱글 《Timbaland 6"》 (2014.05.28) 작곡
- 빅스 싱글 《ETERNITY》 (2014.05.27) 작곡
- 뉴이스트 1집 《RE:BIRTH》 (2014.07.09) 작곡
- Ra.D 3집 《SOUNDZ》 (2014.07.24) 작사, 피처링
- 길미 1집 《2 FACE》 (2014.09.04) 작곡
- 김명주 디지털 싱글 《Finally Good-Bye》 (2014.10.17) 작곡
- 불한당 (不汗黨) EP 《A Tribe Called Next》 (2014.12.18) 작곡
- MIDNIGHT BLUE 《NIGHT TRAIN》 (2015.02.06) 작곡
- MIDNIGHT BLUE 《RAIN》 (2015.03.03) 작곡
- LK2Muzic 《Monthly Combination Vol.1》 (2015.03.17) 작곡
- MC META 《블러드 OST Part 4》 (2015.04.18) 작곡
- 레이나 X 한해 《이상하자》 (2015.04.24) 작곡
- 은지원 디지털 싱글 《TRAUMA》 (2015.06.01) 작곡
- 이루펀트 2집 《Man On The Moon》 (2015.07.08) 작곡
- 피타입 디지털 싱글 《시차적응》 (2015.11.09) 작곡
- 신승훈 11집 《I am...&I am》 (2015.11.10) 작곡
- JJK 《PROJECT COMPOUND》(2015.11.12) 작곡
- Steady SketchA 디지털 싱글 《Beijing to Seoul》(2015.11.18) 작곡
- 가리온 디지털 싱글 《Heritage》(2016.02.19) 작곡
- 불한당 크루 디지털 싱글 《We Back》(2016.03.03) 작곡
- 킥앤스냅 (Kick&Snap) 디지털 싱글 《Kick&Snap》(2016.03.15) 작곡
- 가리온 디지털 싱글 《이야기》(2016.03.31) 작곡
- 빅스 싱글 《Zelos》(2016.04.19) 작곡
- BewhY X Talib Kweli 《International Wave》 (2016.09.03) 작곡
- 가리온 디지털 싱글 《그니까》 (2016.10.07) 작곡
- 가리온 디지털 싱글 《가가가》(2016.11.04) 작곡
- 세븐틴 EP 《Going Seventeen》 (2016.12.05) 작곡
- 서인국 디지털 싱글 《BeBe》(2016.12.28) 작곡
- 장희영 X 유세윤 디지털 싱글 《결혼까지 생각 안 했어》 (2016.12.31) 작곡
- 제시카 디지털 싱글 《봄이라서 그래》 (2017.04.18) 작곡
- 허니지 디지털 싱글 《힐링유》 (2017.04.24) 작곡
- 은지원 x 이수현 x 김은비 《애타는 로맨스》 OST (2017.04.25) 작곡
- 빅스 EP 《도원경》(2017.05.15) 작곡
- 키비 《파수꾼》OST (2017.07.31) 작곡
- 브레이 (Bray) 《Midnight ViBE》(2017.09.12) 작곡
- 스킬레토 (Skilleto) 《Get High》(2017.09.12) 작곡
- ALI EP 《Expand》(2017.11.16) 작곡
- 구구단 세미나 EP 《SEMINA》(2018.07.10) 작곡
- 공원소녀 EP 《THE PARK IN THE NIGHT part one》(2018.09.05) 작곡
- 차붐 《Show Me The Money 777 Episode 3》 (2018.10.20) 작곡
- 이루펀트 디지털 싱글 《U》(2018.12.20) 작곡
- 드림노트 EP 《Dream:us》(2019.03.12) 작곡
- 베리베리 EP 《VERI-US》(2019.04.24) 작곡
- 길미 디지털 싱글 《WHEEL OF FORTUNE》(2019.09.29) 작곡
- 피타입 디지털 싱글 《Explicit Content》(2020.02.03) 작곡
- 피타입 디지털 싱글 《블루문특급》(2020.05.03) 작곡
- 선진 디지털 싱글 《눈에 새길래 (Click)》(2020.05.29) 작곡
- 톤블루(ToneBlue)[2] 디지털 싱글 《I think I'm ready》(2020.08.13) 작곡
- 피타입 디지털 싱글 《신도시》(2021.02.18) 작곡
- 피타입 디지털 싱글 《Ordinary Verse》(2021.03.18) 작곡
- 포이트리 X 영준 (브라운 아이드 소울) 디지털 싱글 《Organic Love》(2021.03.26) 작곡
- 루나솔라 (LUNARSOLAR) EP 《SOLAR : rise》(2021.04.07) 작곡
- 포이트리 《니가 4시에 온다면》(2021.05.13) 작곡
- 로즈마일 디지털 싱글 《뭐였더라》(2021.06.13) 작곡
- FRANK STORE 컴필레이션 《FRANK STORE #001》(2021.06.25) 작곡
- 드리핀 디지털 싱글 《Free Pass》(2021.06.29) 작곡
- 키비 EP 《Colored Mood》(2021.09.24) 작곡
- 피타입 5집 《Hardboiled Cafe》(2022.02.18) 작곡
- 나찰 (가리온) 디지털 싱글 《Check My Vibe》(2022.05.17) 작곡
- 로즈마일 디지털 싱글 《호감 (Crush On You)》(2022.07.09) 작곡
- 나찰 (가리온) 디지털 싱글 《DIAMOND》(2022.08.18) 작곡
- 윤수 디지털 싱글 《To Be Us》(2022.09.02) 작곡
- 나찰 (가리온) 디지털 싱글 《Way Home》(2022.09.07) 작곡
- 로즈마일 디지털 싱글 《내 생각이 났대》(2022.11.21) 작곡
- 윤수 디지털 싱글 《다음날》(2022.12.26) 작곡
- 포이트리 &  김현철 《이제 와 이런 얘기》(2023.02.18) 작곡
- 팀 23시 《PEAK TIME - 3Round ＜Originals Match＞》(2023.03.23) 작곡
- 손참치 《[Tuna Factory] Product 7 - 3lue》(2023.04.29) 작곡
- 허클베리 피 《A Few Months Later》(2023.05.13) 작곡
- 손참치 《[Tuna Factory] Product 8 - Puzzle》(2023.05.30) 작곡
- 손참치 《[Tuna Factory] Product 9 - Moonlight》(2023.06.26) 작곡
- 로즈마일 디지털 싱글 《MY 1 EXCEPTION》(2023.06.28) 작곡
- 4RANG 디지털 싱글 《4LOVE》(2023.08.17) 작곡
- EVNNE EP 《Target : ME》(2023.09.19) 작곡
- INO & 4RANG 디지털 싱글 《LEAGUE》(2023.09.21) 작곡
- 로시 (Rothy) 디지털 싱글 《Something Casual》(2023.10.12) 작곡
- 허클베리 피 3집 《READMISSION》(2024.04.17) 작곡
- 김선호 디지털 싱글 《Miracle : 기적》(2024.04.30) 작곡
- 로즈마일 디지털 싱글 《Happy Tears》(2024.06.02) 작곡
- INO 디지털 싱글 《Diamond》(2024.10.24) 작곡
- 가리온 3집 《가리온3》(2024.11.27) 작곡